# Bruno Kuske
Richard Bruno Kuske (* 29. Juni 1876 in Dresden; † 18. Juli 1964 in Köln) war ein deutscher Wirtschaftshistoriker und Wirtschaftsgeograph.

## Leben und Wirken
Bruno Kuske, Sohn eines Schneiders, besuchte nach Abschluss der Volksschule eine Präparandenanstalt und das Freiherrlich von Fletchersche Lehrerseminar. 1897 legte er die Volksschullehrerprüfung ab und war anschließend bis 1900 Lehrer. Da er seinen Abschluss mit Auszeichnung bestanden hatte, konnte er ein Studium aufnehmen. Er schrieb sich zuerst an der Handelshochschule Leipzig, dann an der Universität Leipzig ein. Von 1900 bis 1903 studierte er Geschichte, Geographie, Völkerkunde, Nationalökonomie und Philosophie, mit anschließender Promotion bei Karl Bücher mit der wirtschaftsgeschichtlichen Arbeit Das Schuldenwesen der deutschen Städte im Mittelalter. Direkt im Anschluss wurde Kuske bis 1908 wissenschaftlicher Mitarbeiter beim Historischen Archiv der Stadt Köln. Dort war er vor allem mit einer Quellensammlung zur Kölner Wirtschaftsgeschichte beschäftigt. 1908 habilitierte er sich an der Handelshochschule Köln und hielt dort als Privatdozent Lehrveranstaltungen. Von 1912 bis 1919 wurde er hauptamtlich als Dozent angestellt, ab 1917 als Professor für Wirtschaftsgeschichte. Im Ersten Weltkrieg war er Intendanturrat des Stellv. VIII. Armeekorps (Koblenz).
1919, als die Handelshochschule in die neu gegründete Universität zu Köln aufging, wurde er als ordentlicher Professor für Wirtschaftsgeschichte und seit 1923 auch für Wirtschaftsgeographie an die Wirtschafts- und Sozialwissenschaftliche Fakultät berufen. Die Fakultät wählte ihn für 1923–1924 und 1939–1940 zum Dekan, die Universität für 1931–1932 zu ihrem Rektor. Daneben war er von 1920 bis 1933 auch Leiter des Rheinisch-Westfälischen Wirtschaftsarchivs. In den 1920er Jahren gehörte Kuske zusammen mit Franz Petri zum Kreis der umstrittenen sogenannten „Westforschung“ an der Universität. In zahlreichen Vorträgen (auch im neuen Medium des Hörfunks), Ausstellungen und Publikationen wandte er sich an eine breite Öffentlichkeit.
Für einen Universitätsprofessor der ersten Hälfte des 20. Jahrhunderts ungewöhnlich war Kuskes Mitgliedschaft in der SPD. 1933 wurde er deswegen auch von den nationalsozialistisch dominierten Behörden für fünf Monate vom Dienst suspendiert. Seine Tätigkeit beim Wirtschaftsarchiv musste er gänzlich aufgeben. 1944 wurde er verhaftet und musste einige Wochen im Konzentrationslager Deutz Zwangsarbeit leisten.
In der Zeit des Nationalsozialismus engagierte sich Kuske trotzdem intensiv für die im Dezember 1935 gegründete Reichsarbeitsgemeinschaft für Raumforschung, die im Dienste der nationalsozialistischen Machthaber – insbesondere nach Kriegsbeginn – die Planung des „Reiches“ und der eroberten Gebiete im Osten und Westen Europas betrieb. Er war unter anderem Leiter der Kölner Hochschularbeitsgemeinschaft für Raumforschung. Ab 1942 beteiligte er sich maßgeblich an der „Germanischen Forschungsaufgabe“. Es handelte sich um ein Forschungsprogramm im Auftrage des Reichssicherheitshauptamtes der SS, das im Wesentlichen die Besetzung von Teilen der Niederlande, Belgiens und Westfrankreichs wissenschaftliche legitimieren sollte. Mit dieser Zielsetzung konnte Kuske während des Krieges auch wieder in Massenmedien veröffentlichen. Seit September 1937 war er Mitglied der Historischen Kommission für Westfalen. Im Oktober 1960 wurde er in der Kommission korrespondierendes Mitglied.
Im Jahr 1946 war er bis zur Auflösung der Rheinprovinz Leiter der Abteilung Wirtschaft beim Oberpräsidium in Düsseldorf. Im selben Jahr war Kuske zusammen mit Viktor Agartz und Hans Böckler Mitbegründer und Präsidiumsmitglied des Wirtschaftswissenschaftlichen Instituts des Deutschen Gewerkschaftsbundes. Im April 1946 gründete er zusammen mit dem Oberstadtdirektor Hermann Ostrop, dem Sozial- und Caritaswissenschaftler Heinrich Weber, und dem Soziologen Otto Neuloh die „Sozialforschungsstelle an der Universität Münster“ in Dortmund. An der Sozialforschungsstelle wurde Kuske Leiter der „Abteilung für Wirtschafts- und Sozialgeschichte und Raumforschung“. Zwischen 1947 und 1952 war er Präsident des Rheinisch-Westfälischen Instituts für Wirtschaftsforschung in Essen. Im März 1951 wurde er mit 75 Jahren emeritiert. 1954 erhielt er das Große Bundesverdienstkreuz der Bundesrepublik Deutschland.

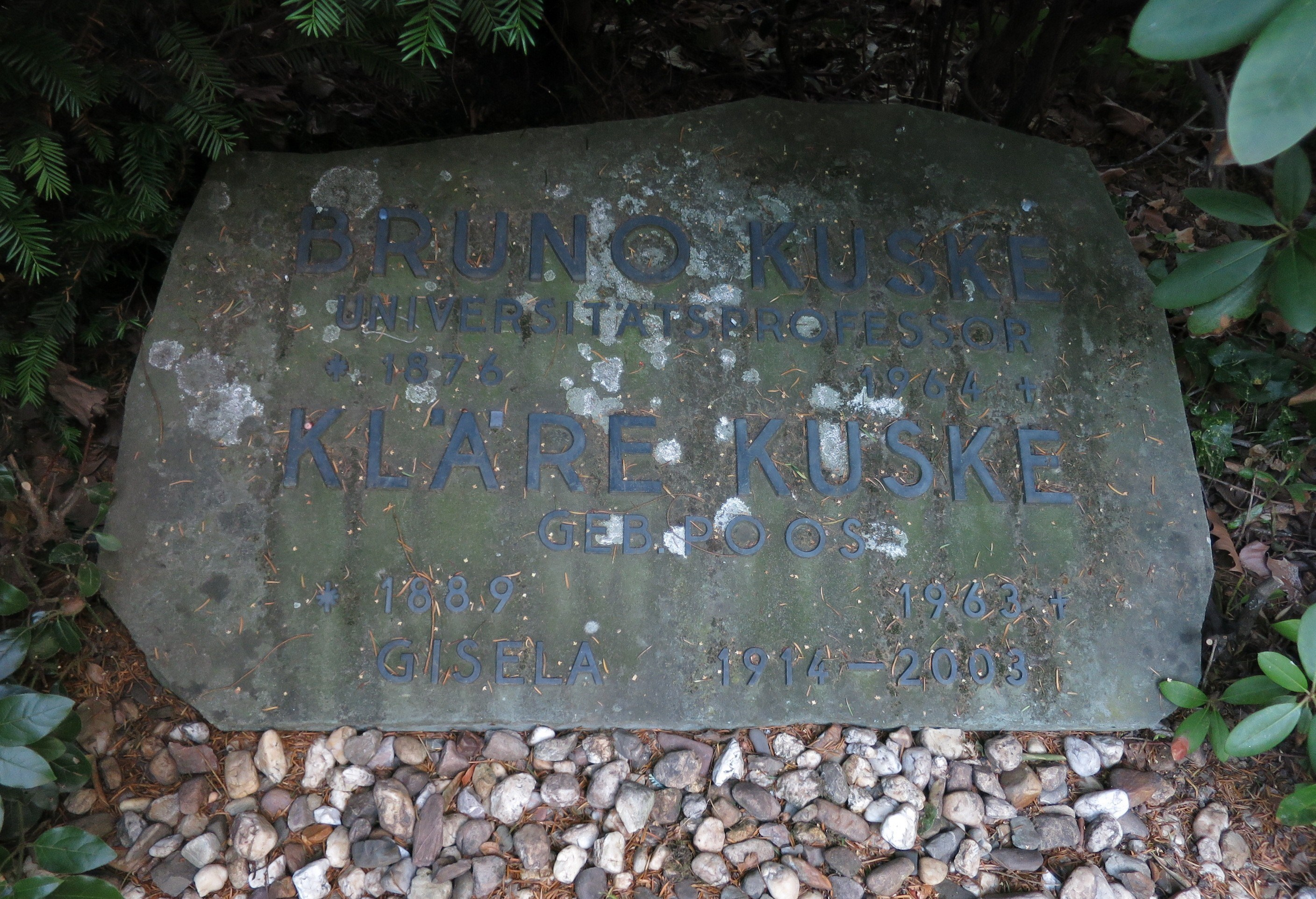
Grabstein der Eheleute Kuske

Kuske veröffentlichte zahlreiche Aufsätze und Monographien zur rheinischen und vor allem zur westfälischen Wirtschaftsgeschichte. Er verband dabei nicht selten wirtschaftsgeschichtliche und wirtschaftsgeographische Aspekte. Seine Publikationstätigkeit betraf insbesondere Quelleneditionen zur Kölner Wirtschaftsgeschichte. Zusammen mit Heinrich Weber und dem Politiker Otto Most veröffentlichte Bruno Kuske 1931 die zweibändige „Wirtschaftskunde für Rheinland und Westfalen“, die eine zusammenfassende Darstellung des damaligen Standes und der Entwicklung des rheinisch-westfälischen Wirtschaftslebens brachte.
Kuske starb 1964 im Alter von 88 Jahren. Seine Grabstätte befindet sich auf dem Kölner Friedhof Melaten (Flur 41).

## Schriften (Auswahl)
- Der Raum als Forschungsaufgabe. In: Raumforschung und Raumordnung. 1942, S. 323–327.
- Wirtschaftsentwicklung Westfalens in Leistung und Verflechtung mit den Nachbarländern bis zum 18. Jahrhundert. Mit einem Ausblick auf die Entwicklung bis zur Gegenwart und dem wirtschaftsgeschichtlichen Schrifttum. Münster 1943; 2. Auflage (unter dem Titel Wirtschaftsgeschichte Westfalens in Leistung und Verflechtung mit den Nachbarländern) ebenda 1949 (= Veröffentlichungen des Provinzialinstituts für westfälische Landes- und Volkskunde, Reihe 1. Heft 4).
- Quellen zur Geschichte des Kölner Handels und Verkehrs im Mittelalter. 4 Bde. (1917–1923). Nachdruck, Düsseldorf, o. J.
- Zur Problematik der wirtschaftswissenschaftlichen Raumforschung. Köln 1954.
- Köln. Zur Geltung der Stadt, ihrer Waren und Maßstäbe in älterer Zeit (12. – 18. Jahrhundert). In: Jahrbuch des Kölnischen Geschichtsvereins e. V. Köln 1935. Band 17, S. 81 ff.
- mit Otto Most und Heinrich Weber (Hrsg.): Wirtschaftskunde für Rheinland und Westfalen (unter Förderung der Provinzialverbände der Rheinprovinz und der Provinz Westfalen). Hobbing, Berlin 1931.